# 爱德华·卡尔文·肯德尔
爱德华·卡尔文·肯德尔（英語：Edward Calvin Kendall，1886年3月8日—1972年5月4日），美国化学家。由于发现肾上腺皮质激素及其结构和生理效应，他与菲利普·肖瓦特·亨奇、塔德乌什·赖希施泰因共同获得了1950年诺贝尔生理学或医学奖。